# علي محمد الشبيبي
علي محمد علي الشبيبي (1910 - يونيو 1997) كاتب قصصي وشاعر عراقي. ولد في النجف ودرس فيها العلوم الدينية والأدبية. ثم عمل معلمًا. كتب مقالات أدبية ومجموعات قصصية وشعرية، مخطوطة أو مطبوعة باهتمام ولده محمد حيث فُقدت معظم أعماله الأدبية عندما قُبض عليه لاتهامه بالشيوعية. توفي في كربلاء عن 87 عامًا.

## سيرته
هو علي بن محمد بن علي بن محمد بن شبيب الجزائري النجفي. ولد في النجف سنة 1328 هـ / 1910م ونشأ بها. دخل المدارس الحكومية، ثم تركها، وهو في الابتدائية. توجه إلى حلقات درس في الجامع الهندي وغيره. كان يتابع الجديد من الآداب، وينشر مقالاته باسمه أو بأسماء مستعارة في الصحف والمجلات العراقية والعربية. انتسب إلى جمعية الرابطة الأدبية في مدينة النجف، وشارك في مهرجانات ومناسبات عديدة. عيّن معلمًا عن طريق الكفاءة سنة 1934 ثم فصل من الوظيفة لاتهامه بالشيوعية، وبعد الحكم له بالبراءة رجع إلى وظيفته.

توفي في ربيع الأول 1391 هـ / يونيو 1997 في كربلاء. 

## شعره
جاء في معجم البابطين عنه «يتنوع شعره بين التعبير عن النفس وحسراتها، والرثاء (منه رثاء الملك غازي الأول) والغزل العفيف.في شعره وضوح وتناول للفكرة من أقرب الطرق وأقصرها مما يقترب به من السطحية في كثير من الأحيان، وله محاولات تجديدية في الخروج على القافية الموحدة ذوتنويعها في اقتراب من الشعر المرسل، مع لمحات ذات منحى صوفي فلسفي، لعله بتأثير من قراءاته شعر جبران.»  ومن شعره:
وله أيضًا «زفرات» :

## آثاره
له مجاميع قصصية وذكريات مدونة ضاعت منه، من مؤلفاته:
- «مجرمون في الأرض»، فقدت فيما فقد من كتاباته إبان اعتقاله
- «ذكريات معلم»، ذكرياته
- «رنّة الكأس»، رواية غرامية، 1936
- «أنا والعذاب»، ديوان شعر
- «السر الرهيب»، مجموعة قصصية
- «هذا من فضل ربي»، مجموعة قصصية
- «وادي الأحلام»، مجموعة قصصية
- ديوان شعره

صدر عن دار المدى سنة 2020 كتاب «الرائد علي محمد الشبيبي ذكريات التنوير والمكابدة» الذي جمعه ابنه محمد من عدة أوراق جمعها عن أبيه. 